# Tegan Jovanka
Tegan Jovanka est un personnage de fiction joué par Janet Fielding dans la série de science-fiction Doctor Who. Hôtesse de l'air australienne, elle rencontre le 4° Docteur (Tom Baker) et devient une des assistantes du 5° Docteur (Peter Davison). Créé par le producteur John Nathan-Turner, le personnage est apparu régulièrement dans la série de 1981 à 1983, durant près de 3 ans et demi, ce qui en fait l'un des compagnons du Docteur resté le plus longtemps dans la série, avec Sarah Jane Smith et Jamie McCrimmon. Elle apparaît dans 19 sérials et 64 épisodes.

## Histoire du personnage dansDoctor Who

### Saison 18 (1980-1981)
Apparaissant pour la première fois en 1981 dans l'épisode « Logopolis », Tegan est une jeune hôtesse de l'air d'origine australienne. Alors qu'elle est en route pour l'Aéroport d'Heathrow avec sa tante Vanessa, le véhicule crève un pneu et Tegan rentre à l'intérieur du TARDIS pensant qu'il s'agit d'une cabine téléphonique. Sa tante étant tuée par le Maître peu de temps après, elle suit le Docteur. Rejoignant Adric et Nyssa parmi les compagnons du Docteur, elle est témoin de la régénération du 4e Docteur en 5e Docteur.

### Saison 19 (1982)
Par la suite, le Docteur tente plusieurs fois de la ramener à l'aéroport à temps, mais les caprices du TARDIS l'empêchent d'atterrir au bon endroit (« Four to Doomsday ») ou au bon moment (« The Visitation »).
Malgré sa force de caractère, certaines aventures avec le Docteur la laissent dans un état de détresse psychologique. Ainsi, elle est profondément choquée par la mort d'Adric (« Earthshock »). Le Docteur la laisse involontairement à l'aéroport d'Heathrow à la fin de « Time-Flight » ce qui clôt la saison 19.

### Saison 20 (1983)
Toutefois en début de saison 20 dans l'épisode « Arc of Infinity », elle recroise le chemin du Docteur et de Nyssa et décide de rester avec eux. Suivant le Docteur à bord du TARDIS, elle affronte par deux fois la Mara, une entité démoniaque qui prend possession d'elle (« Kinda », « Snakedance »), elle affronte des Terileptils, des Cybermen, rencontre le Brigadier par deux fois ainsi que les précédentes incarnations du Docteur. Toutefois le carnage ayant lieu dans « Resurrection of the Daleks » a raison d'elle et elle quitte le Docteur et Turlough alors qu'elle se trouve dans le Londres de 1984.
Après sa disparition, le personnage réapparaît brièvement sous forme de flashback à la fin de « The Caves of Androzani ».

### A Fix with Sontarans (1985)
Elle revient dans un court sketch, n'appartenant pas à la chronologie officielle, aux côtés du 6e Docteur joué par Colin Baker, nommé « A Fix with Sontarans »,

### The Power of the Doctor (Spécial centenaire BBC 2022)
Tegan est réapparue à l'occasion du centenaire de la BBC, le 23 octobre 2022 dans l'épisode spécial, Le Pouvoir du Docteur et dernière aventure du Treizième Docteur alors incarnée par Jodie Whittaker aux côtés de Ace.

### Tales of the TARDIS (2023)
Lors de l'épisode Earthshock de ce spin off de Doctor Who, le cinquième Docteur et Tegan se retrouvent et se souviennent de leur terrifiante aventure contre les Cybermen pour sauver la Terre… et de l'ami qu'ils ont perdu en chemin. 
L'épisode confirme au détour d'une réplique que Tegan vit avec Nyssa.

### Autres références
Le personnage est mentionné plusieurs fois dans certains dialogues.
En 2007, lors du mini-épisode Time Crash, le Dixième Docteur mentionne « Nyssa et Tegan ». En octobre 2010, Tegan est mentionnée dans l'épisode Death of the Doctor, une histoire en deux parties de la série spin-off de Doctor Who The Sarah Jane Adventures. Sarah Jane Smith révèle avoir fait des recherches sur les anciens compagnons du Docteur et découvert que Tegan s'est battue pour le droit des Aborigènes en Australie.
Le personnage est revenu dans des romans, des bandes dessinées et des pièces audiophoniques dérivées de la série, toujours interprétée par Janet Fielding.

## Évolution du personnage
Le personnage fut imaginé par le producteur de la série John Nathan-Turner afin de pouvoir concrétiser une possibilité de partenariat avec l'Australian Broadcasting Commission qui ne se fit finalement pas. L'idée était d'en faire une hôtesse de l'air, dont la franchise et le caractère droit masquerait un manque de confiance en elle. S'il hésite entre le prénom Tegan (un nom d'origine celtique que porte la nièce d'un de ses amis) et Jovanka (pour Jovanka Broz, la femme du président yougoslave Joseph Tito) c'est une erreur du script-éditor (responsable des scénarios) Christopher H. Bidmead qui conduit le personnage à s'appeler Tegan Jovanka.
Tegan est têtue, directe, ayant les pieds sur terre, parle fort et n'a pas peur de dire ce qu'elle pense (dans « Earthshock » elle se décrit comme « une bouche sur patte »). Son personnage est d'abord vue comme une compagne irritante par le Docteur qui souhaite la ramener sur Terre plusieurs fois. Pourtant, celle-ci s'entend très bien avec Nyssa et Adric, même si on les voit se faire des reproches plusieurs fois (notamment dans une scène de dispute dans « Kinda »). Toutefois elle possède une force de caractère et un attachement puissant envers ses compagnons de voyage. Elle est particulièrement affectée par le départ de Nyssa.
Ses rapports avec Turlough nouvellement arrivé dans le TARDIS après « Mawdryn Undead » sont particulièrement orageux, et celle-ci se méfie de lui et le qualifie de vaurien. Toutefois, leur rapport deviennent de plus en plus amicaux une fois que Turlough n'est plus sous l'influence du Gardien Noir qui lui faisait croire que le Docteur était un être mauvais. Le Docteur remarque qu'elle est une bonne coordinatrice et l'encourage souvent. Il la qualifie souvent de « brave cœur ».
Tegan est apparemment capable de parler une langue des aborigènes d'Australie et d'utiliser des armes à feu. Il s'agit de plus d'un des rares compagnons dont nous voyons la famille étendue : sa tante Vanessa est vue dans « Logopolis », son cousin dans « Arc of Infinity » et son grand-père maternel dans « The Awakening ».